# 알랄코메나이우스
알랄코메나이우스(학명: Alalcomenaeus cambricus 알랄코메나이우스 캄브리쿠스[*])는 캄브리아기 초중기 동안 가장 넓게 분포하고 오랫동한 살아남은 절지동물 가운데 하나로 버지스 셰일 및 청장 생물군에서 300점 이상의 표본이 발굴되었다. 대협강의 레안코일리아과의 구성원 중 하나이다.

## 형태 특징
알랄코메나이우스는 세 개의 가운데눈이 있다. 옆눈은 두 개이며 눈자루가 달린다. 세 개의 길다란 채찍돌기가 달린 대협지(大鋏肢)를 가진다. 두 개의 좀 더 작은 머리다리가 바로 뒤에 달린다. 몸통다리와 머리다리는 이분지이며 내지는 뽀족하고 마디 져 있고 유연하고 다리 형태인 반면, 외지는 면적이 넓으며 지느러미를 닮았다.
알랄코메나이우스는 몸길이가 약 6cm에 달하나 그보다 작은 크기의 많은 표본들이 존재한다. 머리는 방패가 덮고 있다. 노 모양의 꼬리지느러미가 몸 끝에 달리고 꼬리지느러미의 끝에 길고 납작한 가시들이 달리는데, 아마도 알랄코메나이우스가 물 속에서 추진력을 얻을 수 있게끔 해주었을 것이다.

## 생태
알랄코메나이우스는 아마도 아노말로카리스의 유영 방식으로 추진력을 얻기 위해 몸을 따라 달린 지느러미 형태의 외지로 파도에 부동(浮動)하며 헤엄쳤을 것이다. 외지는 걸음에 최적회되어 있지 않으나, 해저를 따라 이동하는 데에는 도움을 주었을 것이다. 조류의 엽상체에 달라붙는 것과 같은 다른 기능들이 있을 것으로 보이며, 조류의 엽상체에 달라붙거나 다른 동물을 붙잡아 찢어발기는 데 가장 적합해 보이는데, 이 동물이 청소동물이었을 가능성을 시사한다. 그러나, 이 동물의 커다란 눈과 내지 위로 가시 및 커다란 먹이 섭취기관이 합쳐진 길다란 채찍돌기는 육식성 생활 방식과 더 일치하며, 가장 최근의 가설에 따르면 해저나 그 바닥면에 사는 생물들을 잡아먹는 습성이 있었을 것으로 본다.

## 분류 특성
알랄코메나이우스는 초기에 갑각류의 줄기군에 속할 것으로 여겨졌으며, 레안코일리아, 악타이우스 및 이오호이아와 함께 하나의 분류군으로 묶였다. 이후에 대협지에 기반해 오파비니아류와 연관이 있는 것으로 보았다. 더 최신 분석에서는 이를 레안코일리아, 이오호이아뿐만 아니라 상크타카리스, 하벨리아, 사로트로케르쿠스 및 시드니이아와 함께 거미형류 내의 어딘가로 분류시킨다. 상크타카리스와 레안코일리아의 연관성은 후속 연구에서 뒷받침되었고, 악타이우스는 잘 이해되지 않아 이러한 연구에서 종종 제외된다. 현재는 대협강에 포함된다.

## 분포
알랄코메나이우스는 버지스 셰일의 월컷 채석장에서는 매우 희귀해서 12점의 표본을 바탕으로 기재되었다. 버지스 셰일의 다른 노두가 발견되면서, 이 동물이 실제로 버지스 셰일 생물군의 우점종인 것이 분명해졌다. 또한 청장과 유타주에서도 발견되어, 긴 층서학적 범위를 가지고 있다.
596점의 아성체 표본을 포함해 총 618점의 알랄코메나이우스 화석표본이 그레이터 필로포드 층에서 발견되었으며, 이들은 전체 군집의 1.2%를 차지하고 있다.